# 피코 (프로시노네현)
피코(이탈리아어: Pico)는 이탈리아 라치오주 프로시노네도에 위치한 코무네다. San Giovanni Incarico, Campodimele, Pontecorvo, Pastena 및 Lenola의 다른 코무네와 경계를 이룬다.
Comunità Montana Monti Ausoni의 일부이다. 명소로는 서기 11세기경에 세워진 파르네세 성이 있다.